# STS-130
 (décembre 2023).
Si vous disposez d'ouvrages ou d'articles de référence ou si vous connaissez des sites web de qualité traitant du thème abordé ici, merci de compléter l'article en donnant les références utiles à sa vérifiabilité et en les liant à la section « Notes et références ».
 (décembre 2023).
La mise en forme du texte ne suit pas les recommandations de Wikipédia : il faut le « wikifier ».
Les points d'amélioration suivants sont les cas les plus fréquents. Le détail des points à revoir est peut-être précisé sur la page de discussion.
- Les titres sont pré-formatés par le logiciel. Ils ne sont ni en capitales, ni en gras.
- Le texte ne doit pas être écrit en capitales (les noms de famille non plus), ni en gras, ni en italique, ni en « petit »…
- Le gras n'est utilisé que pour surligner le titre de l'article dans l'introduction, une seule fois.
- L'italique est rarement utilisé : mots en langue étrangère, titres d'œuvres, noms de bateaux, etc.
- Les citations ne sont pas en italique mais en corps de texte normal. Elles sont entourées par des guillemets français : « et ».
- Les listes à puces sont à éviter, des paragraphes rédigés étant largement préférés. Les tableaux sont à réserver à la présentation de données structurées (résultats, etc.).
- Les appels de note de bas de page (petits chiffres en exposant, introduits par l'outil «  Source ») sont à placer entre la fin de phrase et le point final[comme ça].
- Les liens internes (vers d'autres articles de Wikipédia) sont à choisir avec parcimonie. Créez des liens vers des articles approfondissant le sujet. Les termes génériques sans rapport avec le sujet sont à éviter, ainsi que les répétitions de liens vers un même terme.
- Les liens externes sont à placer uniquement dans une section « Liens externes », à la fin de l'article. Ces liens sont à choisir avec parcimonie suivant les règles définies. Si un lien sert de source à l'article, son insertion dans le texte est à faire par les notes de bas de page.
- La présentation des références doit suivre les conventions bibliographiques. Il est recommandé d'utiliser les modèles {{Ouvrage}}, {{Chapitre}}, {{Article}}, {{Lien web}} et/ou {{Bibliographie}}. Le mode d'édition visuel peut mettre en forme automatiquement les références.
- Insérer une infobox (cadre d'informations à droite) n'est pas obligatoire pour parachever la mise en page.

Pour une aide détaillée, merci de consulter Aide:Wikification.
Si vous pensez que ces points ont été résolus, vous pouvez retirer ce bandeau et améliorer la mise en forme d'un autre article.
STS-130 est une mission de la navette spatiale américaine Endeavour à destination de la station spatiale internationale. Le lancement a eu lieu le 8 février 2010 à 9h14 UTC. Ses objectifs principaux sont le transport du module Tranquility et de la coupole d'observation Cupola et l'assemblage de ceux-ci.

## Déroulement de la mission
- La navette spatiale Endeavour commence les opérations de rendez-vous le 9 février 2010 à 23h44 UTC.
- Amarrage à la Station spatiale internationale, le 10 février 2010 à 05h09 UTC et ouverture de l'écoutille à 07h04 UTC
- Trois sorties extra-véhiculaires ont été programmées durant la mission.
- Désamarrage à la Station spatiale internationale, le  20 février 2010 à 00h54 UTC.
- L'atterrissage a eu lieu le 22 février 2010 au Centre spatial Kennedy.

## Les sorties extra-véhiculaires
- 12 février de 2h09 à 8h39 (durée prévue de 6h30) par Behnken et Patrick : Robert Behnken doit retirer le revêtement de protection du port du module Unity pour le rendre opérationnel puis va ensuite enlever huit revêtement situés sur les ports d'amarrage de Tranquility. Pendant ce temps, Nicholas Patrick va installer un circuit électrique sur le panneau avionique de Tranquility et déconnecter les câbles d'alimentation électrique reliant le module à Endeavour. Behnken et Patrick vont ensuite déplacer la plateforme utilisé actuellement par le bras manipulateur Dextre pour l'installer sur la poutre. Cette plateforme est stockée comme pièce de rechange car Dextre utilisera dans l'avenir une plateforme plus évoluée qui doit être installée par la mission STS-132. Pendant ces travaux, l'équipage de la navette transfère à l'aide du bras Canadarm le module Tranquility pour l'amarrer à Unity. Behnken et Patrick achèvent leur sortie en effectuant des raccordements électriques entre les deux modules.
- 14 février de 2h09 à 8h39 (durée prévue de 6h30) par Behnken et Patrick : Les deux astronautes vont passer les quatre premières heures à raccorder les conduits d'ammoniac du système de régulation thermique entre le laboratoire Destiny et Tranquility. Les travaux suivants consisteront à installer une protection thermique sur chacun des cinq points d'attaches utilisés pour fixer Tranquility dans la soute d'Endeavour, à préparer le port d'amarrage de Tranquility, qui doit servir de point d'attache de la Coupole durant la sortie suivante, et installer des poignées et une valve d'évent sur le nouveau module.
- 17 février de 2h09 à 8h39 (durée prévue de 6h30) par Behnken et Patrick : Les astronautes vont terminer les travaux de configuration des circuits de refroidissement  et travailler ensuite à achever la mise en place de la coupole et du module d'accouplement pressurisé PMA-3 qui doit être déplacé à l'extrémité de Tranquility. Ces travaux consisteront à raccorder des câbles électriques, enlever six panneaux isolants protégeant la coupole panoramique, enlever trois vis verrouillant chaque capot situés les sept hublots de la coupole et installer des poignées. Les deux dernières tâches avant la fin de cette sortie seront de refermer le couvercle protégeant la caméra centrale du port d'amarrage supérieur du module Unity où était placé temporairement le module PMA-3 et enlever douze brides de serrage et un joint tournant de conduite flexible sur le segment de poutre P1 de la Station spatiale.

## Équipage
La NASA a annoncé la composition de l'équipage prévu pour cette mission le 5 décembre 2008 :
- Commandant : George D. Zamka  (2)  États-Unis
- Pilote : Terry Virts (1)  États-Unis
- Spécialiste de mission 1 : Stephen K. Robinson (4)  États-Unis
- Spécialiste de mission 2 : Kathryn P. Hire (2)  États-Unis
- Spécialiste de mission 3 : Robert Behnken (2)  États-Unis
- Spécialiste de mission 4 : Nicholas Patrick (2)  États-Unis

Le chiffre entre parenthèses indique le nombre de vols spatiaux effectués par l'astronaute, STS-130 inclus.

## Galerie

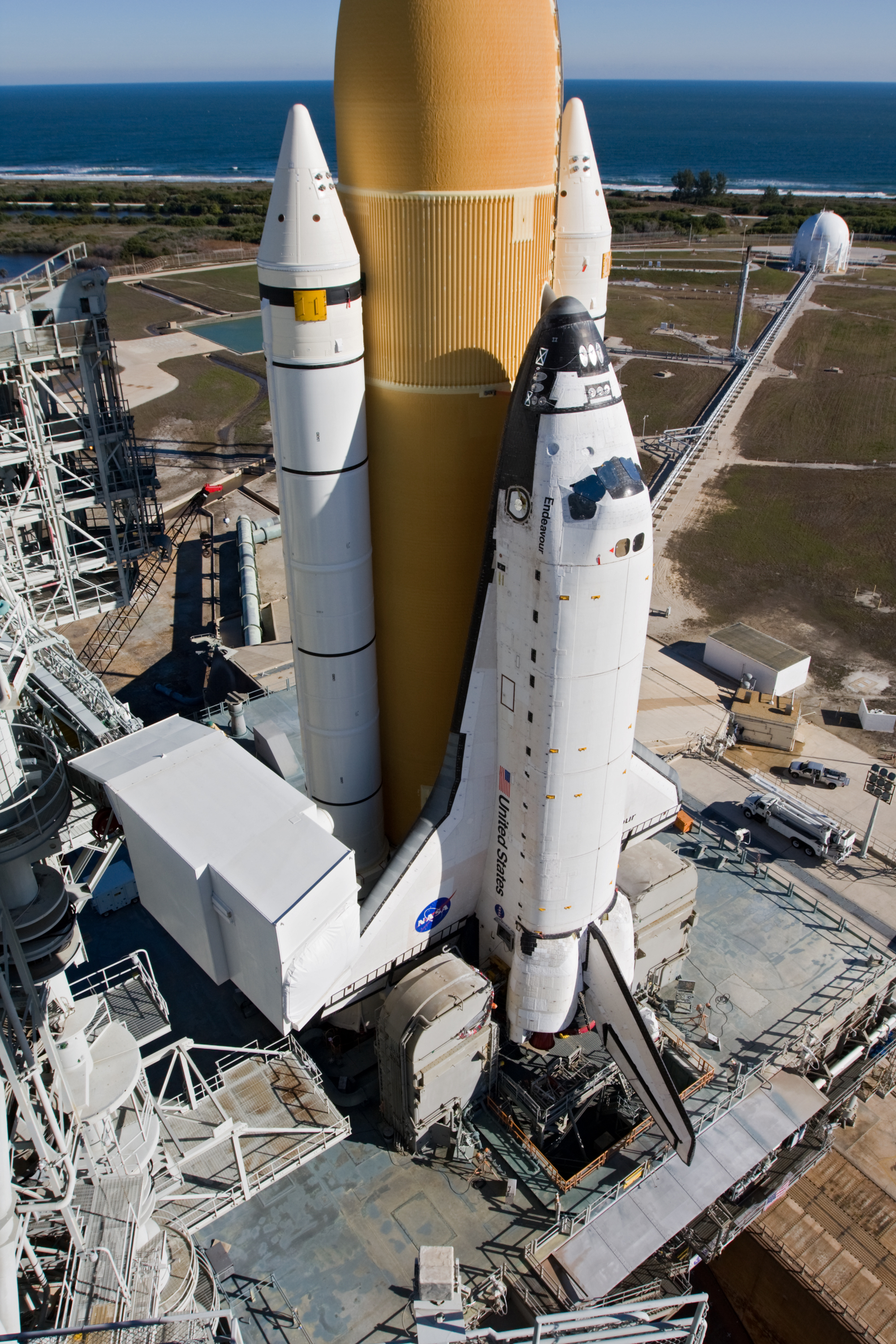
STS-130 roll-out
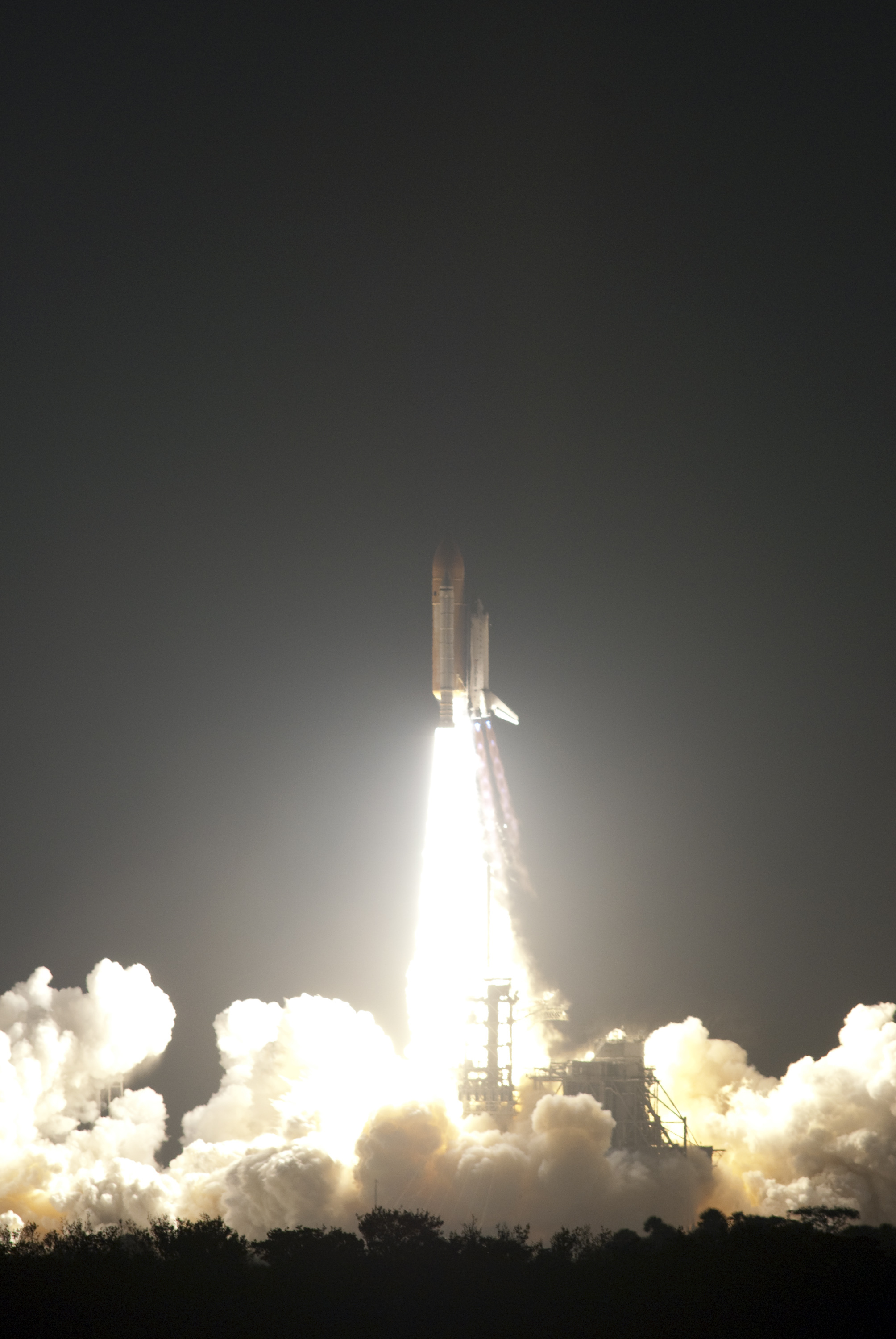
STS-130 Décollage
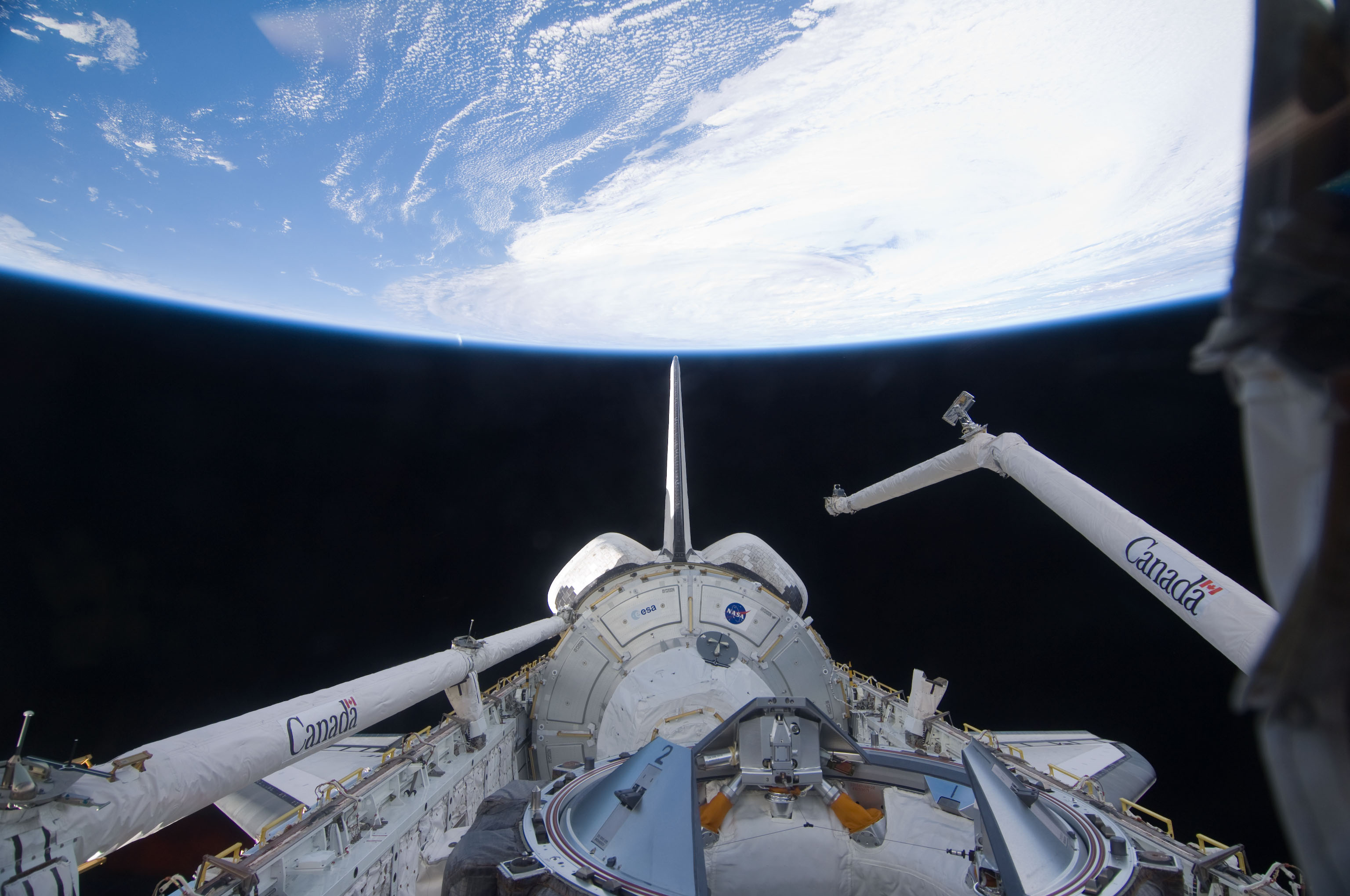
STS-130 En Orbite
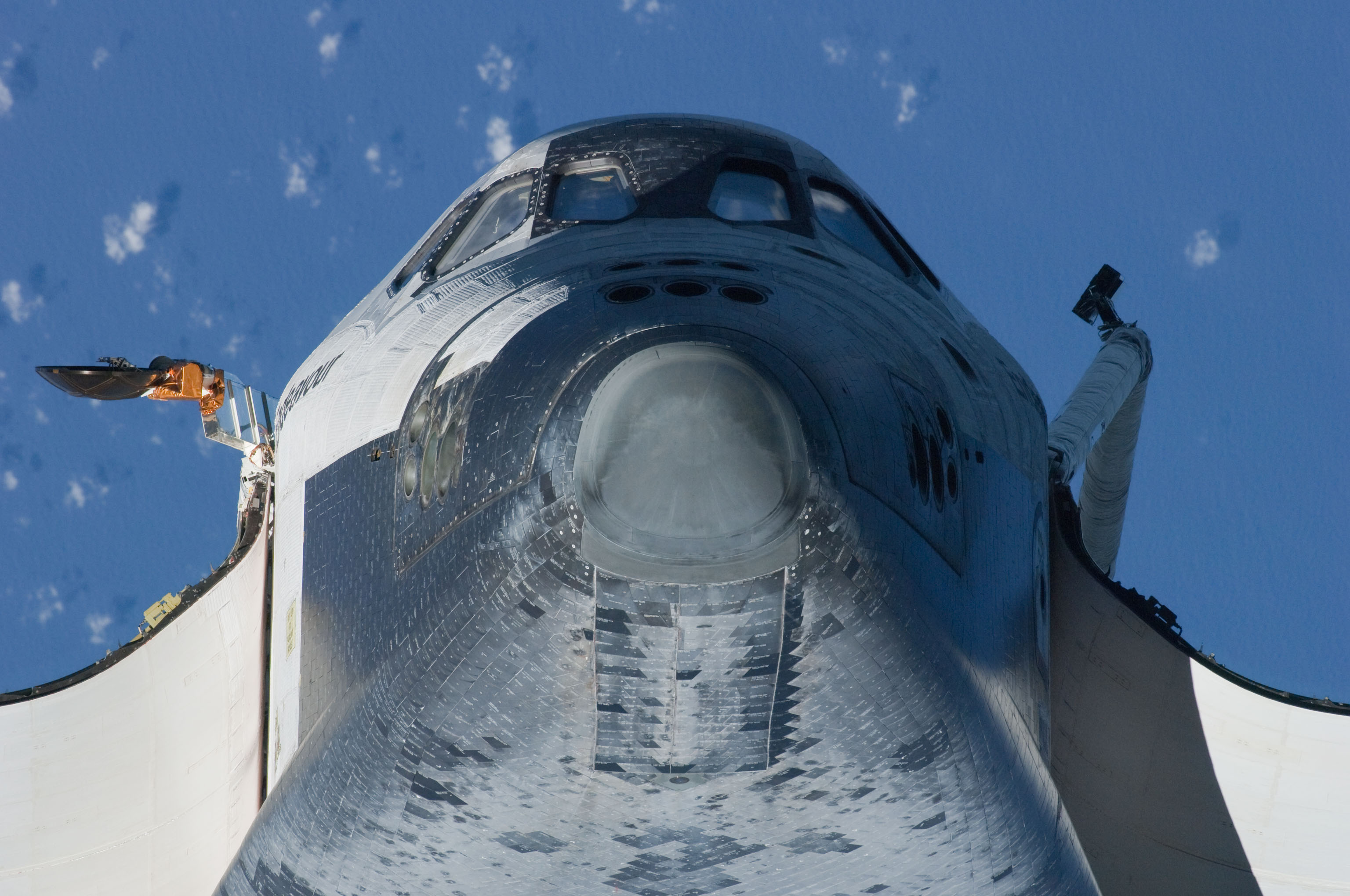
Pitch manœuvre devant ISS
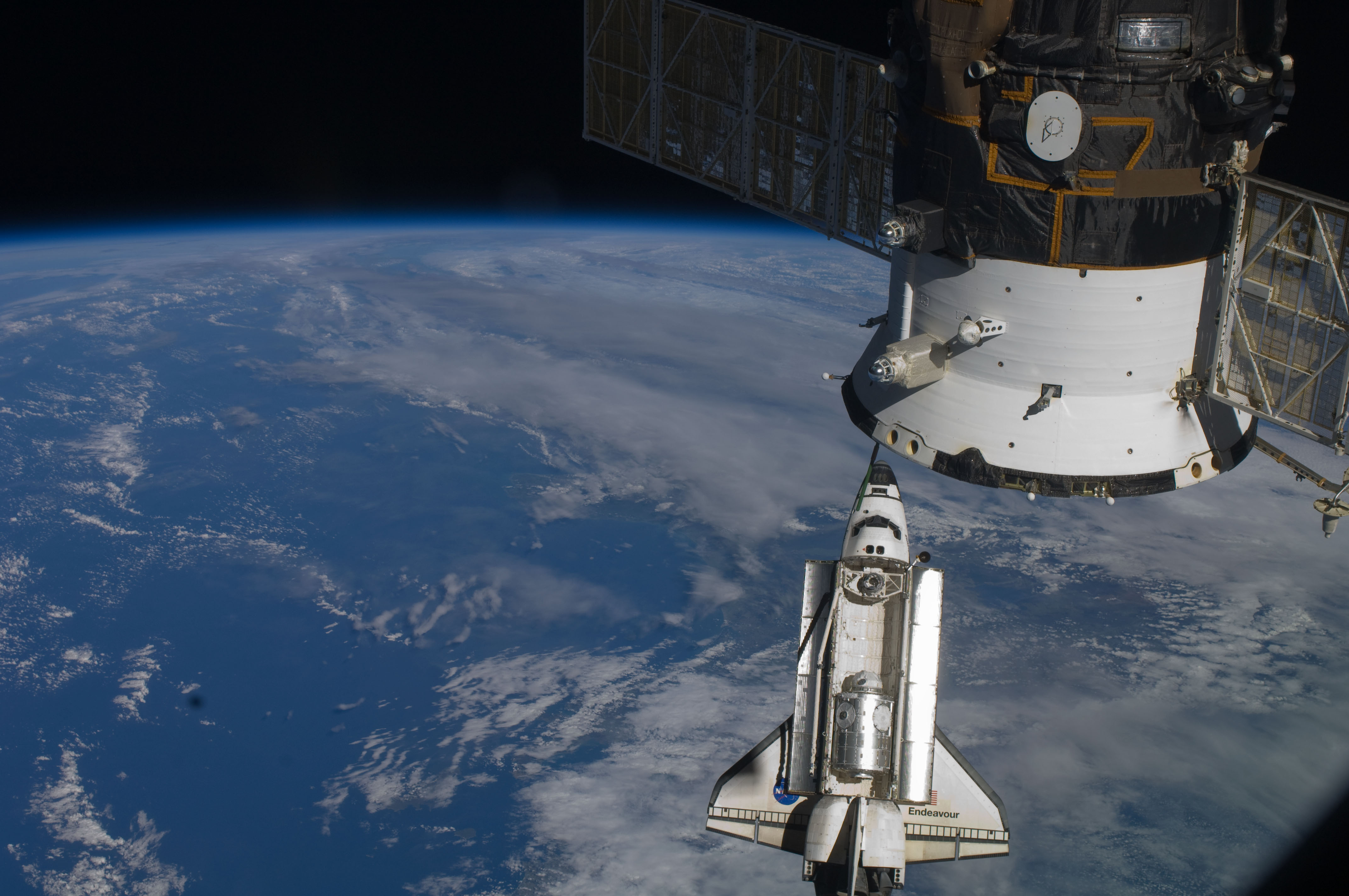
Approche de l'ISS